# Edifici de la Unió dels Arquitectes de Romania
L'Edifici de la Unió dels Arquitectes de Romania, situat a la cantonada dels carrers Dumitru Dobrescu i Boteanu, és una enginyosa fusió del passat amb el present i el futur.
L'edifici inferior el va construir Grigore Paucescu a finals del segle XIX i va ser una ambaixada del govern austríac abans de l'impacte de la Primera Guerra Mundial. Durant el règim comunista, aquest va ser la seu de la 5a Direcció de la Securitate, la policia secreta del règim comunista. Durant la Revolució de 1989, mentre més de 80.000 persones es reunien aquí per escoltar el discurs de Nicolae Ceaușescu, es van disparar molts trets i l'edifici va ser incendiat. Després d'això, va quedar en ruïnes durant molt de temps, ja que tothom associava aquest edifici amb el període comunista. Però no va ser enderrocat a causa de la seu valor patrimonial.
El 1991 es va organitzar un concurs de disseny per revitalitzar l'edifici i integrar-lo amb l'entorn, abordant tant la preservació de l'estructura com la seva relació amb l'espai urbà. El concurs va combinar solucions arquitectòniques i d'intervenció urbana per adaptar el lloc als nous desafiaments. La construcció de l'ampliació, dissenyada per Zeno Bogdanescu i Dan Marin, es va fer entre 2001 i 2003 i es va cobrir 2.000 m² amb un total de 28 m d'alçada. El nou volum de vidre rectangular, destinat a oficines, coexisteix amb l'estructura original sense tocar-la, mostrant contrast en forma i materials.